# Laïsa Lerus
Laïsa Lerus, née le 7 août 1975 à Les Abymes en Guadeloupe, est une handballeuse internationale française.
Avec l'Équipe de France, elle est notamment vice-championne du monde en 1999 puis termine sixième des Jeux olympiques de 2000
En 2001, elle remporte le premier titre européen du handball féminin français, la Coupe Challenge, en battant en finale le club croate de Split Kaltenberg.
Elle est la sœur de Laura Lerus-Orfèvres, autre joueuse internationale.